# Joseph von Arneth
Joseph Calasanz von Arneth (Leopoldschlag, 12 agosto 1791 – Karlsbad, 31 ottobre 1863) è stato un numismatico e archeologo austriaco.

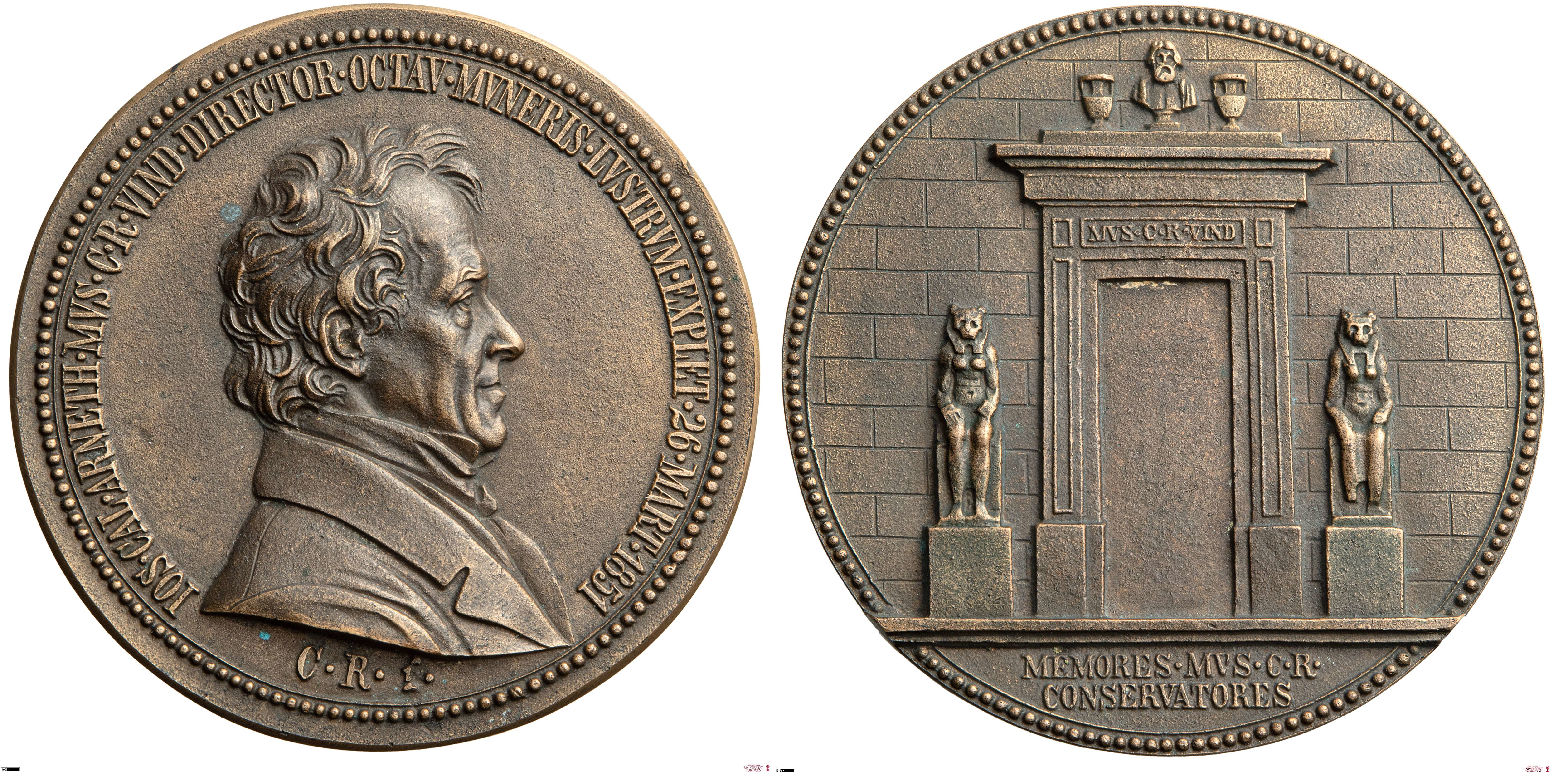
Medaglia commemorativa di Joseph von Arneth (1851)

Arneth fu dal 1840 direttore del Münz- und Antikenkabinett (Gabinetto numismatico e di antichità) di Vienna. Divenne famoso grazie ai numerosi scritti su numismatica, archeologia e storia dell'arte.
Si sposò il 19 giugno 1817 con Antonie Adamberger. Il loro figlio fu lo storico Alfred von Arneth (1819-1897).
Nel 1851 gli venne intitolata una medaglia.
Il 25 novembre 1852 divenne socio dell'Accademia delle scienze di Torino.

## Pubblicazioni
- Synopsis Numorum Grœcorum (1837)
- Synopsis Numorum Romanorum (1842)
- Das k. k. Münz- und Antikenkabinett (1845)
- Die antiken Kameen des k. k. Munz- und Antikenkabinetts (1849)
- Die Cinque-Cento-Kameen und Arbeiten des Benvenuto Cellini und seiner Zeitgenossen (1858)